# کاکایی هارتلاب

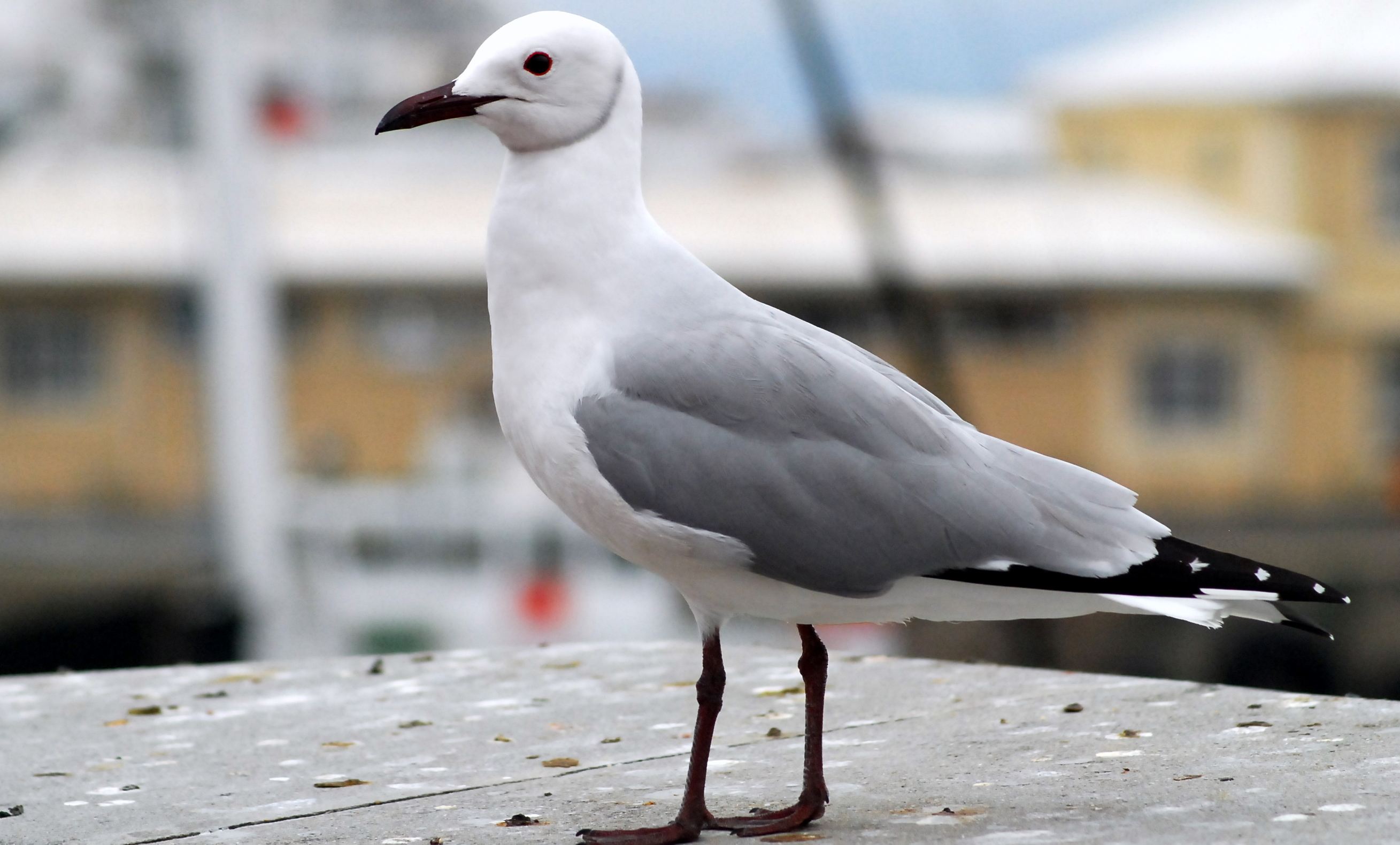
تصویر پرنده کاکایی هارتلاب

کاکایی هارتلاب (نام علمی: Chroicocephalus hartlaubii) نام یک گونه از سرده مرغ‌های نوروزی رنگین‌سر است.